# Scipopus bolivianus
Scipopus bolivianus är en tvåvingeart som beskrevs av Willi Hennig 1934. Scipopus bolivianus ingår i släktet Scipopus och familjen skridflugor.
Artens utbredningsområde är Bolivia. Inga underarter finns listade i Catalogue of Life.